# Phyllarthron
Phyllarthron, biljni rod iz porodice katalpovki smješten u tribus Coleeae. Sastoji se od 20 ili 21 vrste manjeg drveća i grmova endemičnih (osim jedne vrste) za Madagaskar
 Baill.. Poznatija vrsta je Phyllarthron bojerianum sa jestivim ali ne baš ukusnim plodovima. Uvarci lišća ove biljke daju se protiv blenoreje, te kao antineuralgik i relaksant. Muškarci piju čaj od lišća za liječenje impotencije. 

## Opis
Opisan je u Annales des Sciences Naturelles; Botanique, sér. 2, 11: 296. 1839..

## Vrste
1. Phyllarthron antongiliense Capuron
2. Phyllarthron arenicola Rakotoaris. & Rabarij.
3. Phyllarthron articulatum (Desf.) K.Schum.
4. Phyllarthron bernierianum Seem.
5. Phyllarthron bilabiatum A.H.Gentry
6. Phyllarthron bojerianum DC.
7. Phyllarthron cauliflorum Capuron
8. Phyllarthron comorense DC. Komori
9. Phyllarthron humblotianum H.Perrier
10. Phyllarthron ilicifolium (Pers.) H.Perrier
11. Phyllarthron laxinervium H.Perrier
12. Phyllarthron longipedunculatum Callm. & Phillipson
13. Phyllarthron megaphyllum Capuron
14. Phyllarthron megapterum H.Perrier
15. Phyllarthron multiflorum H.Perrier
16. Phyllarthron nocturnum Zjhra
17. Phyllarthron sahamalazensis Zjhra
18. Phyllarthron schatzii A.H.Gentry; ined.? (kod Kew–a nije na popisu)
19. Phyllarthron suarezense H.Perrier
20. Phyllarthron subumbellatum H.Perrier
21. Phyllarthron vokoaninensis Zjhra

## Sinonimi
- Arthrophyllum Bojer; Hort. Maurit. 221 (1837)
- Zaa Baill.; Bull. Soc. Linn. Paris 2: (1887) 691